# 长公主 (英国)
長公主（英語：Princess Royal）是英国君主授予其嫡長女的封號。雖然長公主頭銜只屬榮譽性質，但已經是女性王室成員除了女王以外，可以獲得的最高等級頭銜。迄今共有七位公主獲得長公主封號，現任長公主是伊丽莎白二世唯一的女兒，當今國王查爾斯三世的胞妹安妮长公主。

## 概要
英國的長公主封號起源於法國國王亨利四世的女兒、英王查理一世的王后亨利埃塔·瑪麗亞。她向查理一世建議仿效法國國王授予長女長公主（法語：Madame Royale）頭銜的做法，並最終於1642年冊封二人的長女瑪麗公主為首位長公主。
君主長女並不會在出生後自動獲得長公主封號，而是需要由君主授予。詹姆士二世的長女瑪麗公主（後繼位為瑪麗二世）和喬治一世的長女索菲亞·桃樂西婭公主即使符合授予長公主頭銜的條件，但從未獲封此頭銜。兩位公主在符合資格的時候，已分別出嫁為奧蘭治親王妃和普魯士王后。迄今從未有長公主繼位為英國君主，但維多利亞女王的長女維多利亞公主在弟弟阿爾伯特·愛德華王子（後繼位為愛德華七世）於1841年出生前，曾短暫同時擁有推定繼承人身份和長公主稱號。
詹姆斯二世因光荣革命被废流亡后生下的路易莎·玛丽亚·斯图亚特虽然从未成为詹姆斯二世的在世长女，但也被詹姆斯党人称为长公主。
長公主頭銜是終身制的稱號，即使其擁有者在君主（即其父母）退位或逝世後，仍繼續保留稱號。在長公主去世後，頭銜並不會由其女兒繼承；若她死後其君主父母亦已逝世，則新君主可以向長女授予長公主頭銜。愛德華七世在1905年向長女路易絲公主授予了長公主頭銜，她在其父逝世後持續持有該稱號逾20年；路易絲長公主的兄長喬治五世在她逝世後才得以冊封她的長女瑪麗公主為長公主。由於瑪麗長公主在伊利沙伯二世在位期間才逝世，使身為喬治六世長女的伊丽莎白二世（當時為伊利沙伯公主）即使符合資格卻從未獲封為長公主。若安妮長公主在查理斯三世在位期間逝世，將不會有任何公主符合長公主頭銜的授予資格：威爾斯的夏綠蒂公主須待父親威爾斯親王威廉繼位後才可能被冊封為長公主。
與英國公主在其成婚後會使用丈夫頭銜的慣例不同，長公主在婚後仍然會使用「長公主殿下」作為禮節性頭銜。安妮長公主在1973年結婚後但未於1987年獲封長公主前，則以「馬克·菲利普斯夫人安妮公主殿下」為稱號。

## 歷任長公主
英國歷史上至今共有七位獲正式冊封的長公主。
| 長公主                                | 圖片 | 君主                | 配偶                                            | 出生日         | 受封年 | 逝世日與地點                                 | 參考來源    |
| ------------------------------------- | ---- | ------------------- | ----------------------------------------------- | -------------- | ------ | -------------------------------------------- | ----------- |
| 奧蘭治親王妃及拿騷伯爵夫人 瑪麗長公主 |      | 查理一世 （父）     | 奧蘭治親王 威廉二世                             | 1631年11月4日  | 1631年 | 1660年12月24日 逝世於倫敦懷特霍爾宮          | [ 7 ]       |
| 奧蘭治親王妃 安妮長公主               |      | 喬治二世 （父）     | 奧蘭治親王 威廉四世                             | 1709年11月2日  | 1727年 | 1759年1月12日 逝世於荷蘭海牙                 | [ 8 ]       |
| 符騰堡 夏洛特長公主                   |      | 喬治三世 （父）     | 符騰堡國王 腓特烈一世                           | 1766年9月29日  | 1789年 | 1828年10月5日 逝世於巴登-符騰堡 路德維希堡宮 | [ 9 ]       |
| 德意志皇后及普魯士王后 維多利亞長公主         |      | 維多利亞女王 （母） | 德意志皇帝及普魯士國王 腓特烈三世               | 1840年11月21日 | 1841年 | 1901年8月5日 逝世於黑森 腓特烈斯霍夫城堡     | [ 10 ]      |
| 法夫公爵夫人 路易絲長公主             |      | 愛德華七世 （父）   | 第一代法夫公爵 亞歷山大·達夫                    | 1867年2月20日  | 1905年 | 1931年1月4日 逝世於倫敦波特曼廣場            | [ 1 ]       |
| 哈伍德伯爵夫人 瑪麗長公主             |      | 喬治五世 （父）     | 第六代哈伍德伯爵 亨利·拉塞爾斯                  | 1897年4月25日  | 1932年 | 1965年3月28日 逝世於西約克郡哈伍德宮         | [ 11 ]      |
| 安妮长公主                            |      | 伊莉莎白二世 （母） | 馬克·菲利普斯（第一任） 蒂莫斯·勞倫斯（第二任） | 1950年8月15日  | 1987年 | 在世                                         | [ 2 ] [ 3 ] |